# Мюллер, Самуил
Самуил Мюллер (нидерл. Mr. Samuel Muller Fzn.; 22 января 1848, Амстердам — 5 декабря 1922, Утрехт) — нидерландский историк.

## Семья
Самуил Мюллер был сыном амстердамского антиквара Фредерика Мюллера и Герарды Якобы Интем. Его дед был преподавателем в Doopsgezind Seminarium в Амстердаме. Его младший брат Якоб Вейбрант стал профессором нидерландского языка в университете Утрехта.
Напечатал:
- «Middeleeuwsche rechtsbronnen der Stad Utrecht» (Гаага, 1883—1886);
- «Registers en rekeningen van het bisdom Utrecht» (Утрехт, 1889—1891);
- «Over claustraliteit» (Амстердам, 1891).